# Győrffy András
Győrffy András (Székelyudvarhely, 1952. május 1. –) Jászai Mari-díjas erdélyi magyar színművész.

## Életpályája
1975-ben végzett a marosvásárhelyi Szentgyörgyi István Színművészeti Intézetben, ahol 1971-től tanult. 1975-től a Marosvásárhelyi Nemzeti Színház tagja volt.

## Fontosabb színházi szerepei
- Edmund (Shakespeare: Lear király)
- Bánk bán (Katona József)
- Lennie (Steinbeck: Egerek és emberek)
- Oresztész (Euripidész: Elektra)
- Szatyin (Gorkij: Éjjeli menedékhely)
- Áron (Madách Imre: Mózes)
- Paratov (Osztrovszkij: Hozomány nélküli lány)
- Szakhmáry Zoltán (Móricz Zsigmond: Úri muri)

## Filmes és televíziós szerepei
- Ábel a rengetegben (1992)
- Törvénytelen (1994) – Korlát testőre
- Kisváros (1999) – Ügyvéd
- Világszám! (2004) – Zárkatárs
- Vadászmese (2014) – Medve Mihály

## Díjai és kitüntetései
- Kovács György-díj (2001)[5]
- Jászai Mari-díj (2008)[5]
- Életműdíj (Magyar Színházak Kisvárdai Fesztiválja, 2019)[6]